# Felix Göttler
Felix Göttler (* 11. Juli 2005 in Heidelberg) ist ein deutscher Handballspieler. Der auf der Position Rückraum links eingesetzte Spieler spielt für TUSEM Essen in der 2. Handball-Bundesliga und gewann mit der Jugend-Nationalmannschaft die Goldmedaille beim Europäischen Olympischen Jugendfestival.

## Karriere

### Im Verein
Felix Göttler begann seine Handballkarriere im Alter von neun Jahren in seinem Heimatort beim TSV Handschuhsheim, einem Heidelberger Stadtteil. Die beiden D-Jugend-Jahre spielte er für die SG Heidelberg-Kirchheim, bevor er in der Saison 2018/19 zur C-Jugend der Rhein-Neckar Löwen wechselte. Mit den C-Jugend-Teams (U14, U15) der Junglöwen gewann er die Landesliga, den Baden-Württemberg-Pokal und zweimal die Badenliga. Nach den Unterbrechungen durch die Corona-Pandemie wurde er mit der B-Jugend (U17) in der Saison 2020/21 Zweiter der deutschen Meisterschaft. In der Folgesaison 2021/22 gewann Göttler mit den Junglöwen die Deutsche Meisterschaft der B-Jugend im Finale gegen die SG Flensburg-Handewitt. Göttler warf in beiden Finalspielen zwölf Tore und war in allen Spielen um die Deutsche Meisterschaft der insgesamt beste Torschütze.
In seiner ersten A-Jugend-(U19-)Saison 2022/23 in der Jugend-Handball-Bundesliga (JBLH) warf Felix Göttler 129 Tore in 27 Spielen und wurde mit den U19-Junglöwen Zweiter. In der Saison 2023/24 stand er zum vierten Mal hintereinander im Finale um eine Deutsche Jugendmeisterschaft, wurde mit den Junglöwen erneut Zweiter, und erzielte als erneuter Top-Torschütze seines Teams 190 Tore mit einem Durchschnitt von 7,9 Toren pro Spiel. Parallel zur A-Jugend wurde Felix Göttler von 2022 bis 2024 auch immer wieder in der 3. Liga bei den Rhein-Neckar Löwen II eingesetzt und war in der Saison 2023/24 mit 142 Toren in 20 (von 30) Spielen auch in dieser Mannschaft der beste Torschütze.
Im März 2024 unterschrieb er seinen ersten zweijährigen Profivertrag beim TUSEM Essen in der 2. Bundesliga. Damit folgte er seinem bisherigen U19–Trainer Daniel Haase, der ab der Saison 2024/25 die Cheftrainer-Position in Essen übernahm. Bereits in dieser ersten Zweitligasaison erhielt er viel Spielzeit und war mit 154 Toren zweitbester Werfer der Essener.

### In Auswahlmannschaften
Nach der Wahl in das All-Star-Team bei der DHB-Sichtung im März 2020 debütierte Felix Göttler am 16. Juni 2021 in der U17-Jugend-Nationalmannschaft beim Freundschaftsspiel gegen Frankreich. Im Juli 2022 gewann die U17-Nationalmannschaft die Goldmedaille beim Europäischen Olympischen Jugendfestival (EYOF) in Banská Bystrica (Slowakei), wobei Göttler beim 29:28 im Finale gegen Dänemark mit acht Toren bester Torschütze war. Beim Deutschland-Cup im April 2022 gewann er das Turnier mit der Baden-Württemberg-Auswahl und wurde ins All-Star-Team berufen. Mit der U19-Nationalmannschaft unterlag er bei der Weltmeisterschaft 2023 in Kroatien im Viertelfinale dem späteren Weltmeister Spanien und belegte den fünften Platz. Diesen fünften Platz erreichte er mit der Junioren-Nationalmannschaft ebenfalls bei der U21-WM 2025 in Polen.

## Erfolge
- 2021: Deutscher B-Jugend-Vizemeister mit der U17 der Rhein-Neckar Löwen
- 2022: Goldmedaille beim Deutschland-Cup mit der Baden-Württemberg-Auswahl, Berufung ins All-Star-Team
- 2022: Deutscher B-Jugend-Meister mit der U17 der Rhein-Neckar-Löwen
- 2022: Goldmedaille beim Europäischen Olympischen Jugendfestival (EYOF) mit der U17-Nationalmannschaft
- 2023: Deutscher A-Jugend-Vizemeister mit der U19 der Rhein-Neckar Löwen
- 2024: Deutscher A-Jugend-Vizemeister mit der U19 der Rhein-Neckar Löwen